# 無斑高雀鯛
無斑高雀鯛（學名：Mecaenichthys immaculatus），為輻鰭魚綱雀鯛科無斑高雀鯛屬下的唯一一個種，分布於澳洲昆士蘭南部至新南威爾斯海域，深度0至55公尺，本魚體呈橢圓形而側扁，頭尖、眼大，體被櫛鱗，成魚體藍銀色，尾鰭周圍有一條薄薄的藍色虹彩邊緣，幼魚呈橘色，有亮藍色虹彩條紋，背鰭硬棘13枚、背鰭軟條16-17枚、臀鰭硬棘2枚、臀鰭軟條14枚，體長可達12公分，棲息在近海岩礁區或海草床，以浮游生物為食，繁殖期時成對出現，雄魚會守護卵直到孵化，生活習性不明。